# Scheloribates parvulus
Scheloribates parvulus är en kvalsterart som först beskrevs av Berlese 1916.  Scheloribates parvulus ingår i släktet Scheloribates och familjen Scheloribatidae. Inga underarter finns listade i Catalogue of Life.